# Neuquensaurus
Neuquensaurus (лат.) — род крупных завроподных динозавров из подсемейства Saltasaurinae семейства Saltasauridae, живших в позднемеловую эпоху на территории современных Аргентины и Уругвая.

## История изучения
В 1992 году Джеймс Пауэлл выделил новый род в подсемействе Saltasaurinae на основе ископаемых остатков, которые были описаны палеонтологом Ричардом Лидеккером и названы Titanosaurus australis. Родовое название Neuquensaurus означает буквально «ящер из Неукена».

## Описание
Neuquensaurus достигали в длину 10—15 метров и были похожи на сальтазавра. Новые окаменелости этого динозавра нашли в 1997 году, в их число входят позвонки, кости конечностей и пластины. Известно также, что Neuquensaurus имел толстый панцирь в форме костистых пластин и шипов поперёк спины. Довольно много ископаемых остатков (10—12 метров длиной) обнаружено за последнее время[когда?]. 
Neuquensaurus питался растениями, срывая листья с верхушек деревьев. Вероятно, родители заботились о детёнышах.

## Классификация
По данным сайта Fossilworks, на октябрь 2016 года в род включают всего 1 вымерший вид:
- Neuquensaurus australis (Lydekker, 1893) [syn. Loricosaurus scutatus Huene, 1929, Saltasaurus australis (Lydekker, 1893), Titanosaurus australis Lydekker, 1893]

Ещё 2 биномена, относящихся к роду, имеют статус nomen dubium:
- Microcoelus patagonicus Lydekker, 1893
- Neuquensaurus robustus (Huene, 1929) [syn. Saltasaurus robustus (Huene, 1929), Titanosaurus robustus Huene, 1929]